# Indian Super League 2017-2018
Ne doit pas être confondu avec Championnat d'Inde de football 2017-2018.
Navigation
Édition précédente Édition suivante
L'Indian Super League 2017-2018 est la 4e saison de l'Indian Super League, le championnat professionnel de football d'Inde. À la différence des trois saisons précédentes, elle est composée de dix équipes. Les équipes de Bengaluru FC et de Jamshedpur FC font leur apparition. 
À la fin de la saison régulière, Bengaluru termine en tête mais lors des finales, c'est Chennaiyin FC qui remporte l'ISL 2017-2018, en battant en finale Bengaluru sur le score de 3-2. Ainsi Chennaiyin obtient une place pour le 2e tour qualificatif de la Coupe de l'AFC 2019.

## Les 10 franchises participantes

### Carte
| \| Atlético de Kolkata Bengaluru FC Chennaiyin FC Delhi Dynamos FC FC Goa Jamshedpur FC Kerala Blasters FC Mumbai City FC NorthEast United FC FC Pune City \| Localisation des clubs de l'Indian Super League 2017-2018 |
| Atlético de Kolkata Bengaluru FC Chennaiyin FC Delhi Dynamos FC FC Goa Jamshedpur FC Kerala Blasters FC Mumbai City FC NorthEast United FC FC Pune City                                                                 |

### Participants
| Atlético Kolkata | Kolkata, West Bengal  | Rabindra Sarobar Stadium       | Ashley Westwood       |
| Bengaluru FC     | Bangalore, Karnataka  | Sree Kanteerava Stadium        | Albert Roca           |
| Chennaiyin       | Chennai, Tamil Nadu   | Jawaharlal Nehru Stadium       | John Gregory          |
| Delhi Dynamos    | Delhi                 | Jawaharlal Nehru Stadium       | Miguel Ángel Portugal |
| FC Goa           | Margao, Goa           | Fatorda Stadium                | Sergio Lobera         |
| Jamshedpur FC    | Jamshedpur, Jharkhand | JRD Tata Sports Complex        | Steve Coppell         |
| Kerala Blasters  | Kochi, Kerala         | Jawaharlal Nehru Stadium       | David James           |
| Mumbai City      | Mumbai, Maharashtra   | Mumbai Football Arena          | Alexandre Guimarães   |
| NorthEast United | Guwahati, Assam       | Indira Gandhi Athletic Stadium | Avram Grant           |
| Pune City        | Pune, Maharashtra     | Balewadi Stadium               | Ranko Popović         |

## Saison régulière
| Rang | Équipe              | Pts | J  | G  | N | P  | Bp | Bc | Diff |
| ---- | ------------------- | --- | -- | -- | - | -- | -- | -- | ---- |
| 1    | Bengaluru FC        | 40  | 18 | 13 | 1 | 4  | 35 | 16 | +19  |
| 2    | Chennaiyin FC       | 32  | 18 | 9  | 5 | 4  | 24 | 19 | +5   |
| 3    | FC Goa              | 30  | 18 | 9  | 3 | 6  | 42 | 28 | +14  |
| 4    | FC Pune City        | 30  | 18 | 9  | 3 | 6  | 30 | 21 | +9   |
| 5    | Jamshedpur FC       | 26  | 18 | 7  | 5 | 6  | 16 | 18 | -2   |
| 6    | Kerala Blasters FC  | 25  | 18 | 6  | 7 | 5  | 20 | 22 | -2   |
| 7    | Mumbai City FC      | 23  | 18 | 7  | 2 | 9  | 25 | 29 | -4   |
| 8    | Delhi Dynamos FC    | 19  | 18 | 5  | 4 | 9  | 27 | 37 | -10  |
| 9    | Atlético de Kolkata | 16  | 18 | 4  | 4 | 10 | 16 | 30 | -14  |
| 10   | NorthEast United FC | 11  | 18 | 3  | 2 | 13 | 12 | 27 | -15  |

- Franchise qualifiée pour les séries éliminatoires

## Séries éliminatoires

### Règlement
Les demi-finales se déroulent par match aller-retour, avec le match retour chez l'équipe la mieux classée. La règle du but à l'extérieur est introduite. Ainsi, en cas d'égalité de buts à l'issue des deux matchs, l'équipe qui aura inscrit le plus de buts à l'extérieur se qualifie. Sinon, une prolongation de deux périodes de 15 minutes a alors lieu pour départager les équipes. Quel que soit le nombre de buts inscrits en prolongation, si les deux équipes restent à égalité, une séance de tirs au but a lieu.
La finale se déroule en un seul match, avec prolongations et tirs au but pour départager si nécessaire les équipes.

### Tableau
|  | Demi-finales    | Demi-finales   | Demi-finales   | Demi-finales   |              |              | Finale       | Finale       | Finale       | Finale       |
|  |                 |                |                |                |              |              |              |              |              |              |
|  | 7-11 mars 2018  | 7-11 mars 2018 | 7-11 mars 2018 | 7-11 mars 2018 |              |              | 18 mars 2018 | 18 mars 2018 | 18 mars 2018 | 18 mars 2018 |
|  | Bengaluru FC    | Bengaluru FC   | 0              | 3              |              |              | 18 mars 2018 | 18 mars 2018 | 18 mars 2018 | 18 mars 2018 |
|  | Bengaluru FC    | Bengaluru FC   | 0              | 3              |              |              | 18 mars 2018 | 18 mars 2018 | 18 mars 2018 | 18 mars 2018 |
|  | Pune City       | Pune City      | 0              | 1              |              |              | 18 mars 2018 | 18 mars 2018 | 18 mars 2018 | 18 mars 2018 |
|  | Pune City       | Pune City      | 0              | 1              | Bengaluru FC | Bengaluru FC | 2            | 2            |              |              |
|  | 10-13 mars 2018 |                |                |                | Bengaluru FC | Bengaluru FC | 2            | 2            |              |              |
|  |                 |                | Chennaiyin FC  | Chennaiyin FC  | 3            | 3            |              |              |              |              |
|  | Chennaiyin FC   | Chennaiyin FC  | Chennaiyin FC  | Chennaiyin FC  | 3            | 3            | 1            | 3            |              |              |
|  | Chennaiyin FC   | Chennaiyin FC  |                |                |              |              |              | 3            |              |              |
|  | FC Goa          | FC Goa         | 1              | 0              |              |              |              |              |              |              |
|  | FC Goa          | FC Goa         | 1              | 0              |              |              |              |              |              |              |

### Résultats

#### Demi-finales
| 7 mars 2018 | FC Pune City | 0 - 0 | Bengaluru FC | Balewadi Stadium, Pune                            |                                                   |
| 20h00       |              |       |              | Spectateurs : 9 284 Arbitrage : Om Prakash Thakur | Spectateurs : 9 284 Arbitrage : Om Prakash Thakur |
| 20h00       | (rapport)    |       |              | Spectateurs : 9 284 Arbitrage : Om Prakash Thakur | Spectateurs : 9 284 Arbitrage : Om Prakash Thakur |

| 10 mars 2018 | FC Goa        | 1 - 1 | Chennaiyin FC | Fatorda Stadium, Margao                        |                                                |
| 19h00        | Lanzarote 64e |       | 71e Thapa     | Spectateurs : 18 492 Arbitrage : Santosh Kumar | Spectateurs : 18 492 Arbitrage : Santosh Kumar |
| 19h00        | (rapport)     |       |               | Spectateurs : 18 492 Arbitrage : Santosh Kumar | Spectateurs : 18 492 Arbitrage : Santosh Kumar |

| 11 mars 2018 | Bengaluru FC               | 3 - 1 | FC Pune City | Sree Kanteerava Stadium, Bengaluru                |                                                   |
| 19h00        | Chhetri 15e 65e (pen.) 89e |       | 82e Lucca    | Spectateurs : 24 214 Arbitrage : Turki Al Khudair | Spectateurs : 24 214 Arbitrage : Turki Al Khudair |
| 19h00        | (rapport)                  |       |              | Spectateurs : 24 214 Arbitrage : Turki Al Khudair | Spectateurs : 24 214 Arbitrage : Turki Al Khudair |

| 13 mars 2018 | Chennaiyin FC                   | 3 - 0 | FC Goa | Jawaharlal Nehru Stadium, Chennai                 |                                                   |
| 20h00        | Lalpekhlua 26e 90e · Ganesh 29e |       |        | Spectateurs : 19 013 Arbitrage : Turki Al Khudair | Spectateurs : 19 013 Arbitrage : Turki Al Khudair |
| 20h00        | (rapport)                       |       |        | Spectateurs : 19 013 Arbitrage : Turki Al Khudair | Spectateurs : 19 013 Arbitrage : Turki Al Khudair |

#### Finale de l'ISL 2017-2018
| 17 mars 2018 | Bengaluru FC            | 2 - 3 | Chennaiyin FC               | Sree Kanteerava Stadium, Bengaluru               |                                                  |
| 20h00        | Chhetri 9e · Miku 90+2e |       | 17e 45e Alves · 67e Augusto | Spectateurs : 25 753 Arbitrage : Rowan Arumugham | Spectateurs : 25 753 Arbitrage : Rowan Arumugham |
| 20h00        | (rapport)               |       |                             | Spectateurs : 25 753 Arbitrage : Rowan Arumugham | Spectateurs : 25 753 Arbitrage : Rowan Arumugham |

## Statistiques individuelles
| Rang | Joueur           | Club                | Buts |
| ---- | ---------------- | ------------------- | ---- |
| 1    | Coro             | Goa                 | 18   |
| 2    | Miku             | Bengaluru           | 15   |
| 3    | Sunil Chhetri    | Bengaluru           | 14   |
| 4    | Kalu Uche        | Delhi Dynamos       | 13   |
| 4    | Manuel Lanzarote | Goa                 | 13   |
| 6    | Jeje Lalpekhlua  | Chennaiyin          | 9    |
| 6    | Emiliano Alfaro  | Pune City           | 9    |
| 8    | Marcelinho       | Pune City           | 8    |
| 9    | Balwant Singh    | Mumbai City         | 6    |
| 9    | Éverton Santos   | Mumbai City         | 6    |
| 9    | Robbie Keane     | Atlético de Kolkata | 6    |

| Joueur            | Club             | Adversaire       | Résultat | Date             | Ref   |
| ----------------- | ---------------- | ---------------- | -------- | ---------------- | ----- |
| Coro              | FC Goa           | Bengaluru FC     | 4–3      | 30 novembre 2017 | [ 2 ] |
| Coro              | FC Goa           | Kerala Blasters  | 5–2      | 9 décembre 2017  | [ 3 ] |
| Marcelinho        | Pune City        | NorthEast United | 5–0      | 30 décembre 2017 | [ 4 ] |
| Iain Hume         | Kerala Blasters  | Delhi Dynamos    | 3–1      | 10 janvier 2018  | [ 5 ] |
| Seiminlen Doungel | NorthEast United | Chennaiyin       | 3–1      | 19 janvier 2018  | [ 6 ] |
| Sunil Chhetri     | Bengaluru        | Pune City        | 3–1      | 11 mars 2018     | [ 7 ] |

## Récompenses de la saison
| Trophée                      | Joueur           | Club               |
| ---------------------------- | ---------------- | ------------------ |
| Joueur de la saison          | Sunil Chhetri    | Bengaluru FC       |
| Meilleur jeune joueur indien | Lalruatthara     | Kerala Blasters FC |
| Meilleur gardien             | Subrata Pal      | Jamshedpur FC      |
| Meilleur passeur             | Udanta Singh     | Chennaiyin FC      |
| Meilleur buteur              | Coro             | FC Goa             |
| Fittest Player of the League | Iñigo Calderón   | Chennaiyin FC      |
| Meilleur terrain             | Delhi Dynamos FC | Delhi Dynamos FC   |